# Per Lundström (arkeolog)
Per Vilhelm Lundström, född 3 oktober 1922 i Södertälje stadsförsamling, Stockholms län, död 21 mars 1993 i Stockholms domkyrkoförsamling, Stockholms län, var en svensk museiman och arkeolog. Han var från 1959 gift med Agneta Nerman.

## Biografi
Lundström avlade filosofie kandidatexamen vid Stockholms högskola 1953 och filosofie licentiatexamen 1957. Han blev amanuens vid Riksantikvarieämbetet och Statens historiska museum 1953, var antikvarie vid Statens historiska museum 1957–1964 och museidirektör vid Statens sjöhistoriska museum från 1964. Lundström var ledare av den arkeologiska undersökningen av regalskeppet Wasa 1961 och chef för Wasanämndens museala avdelning 1962–1964. Han blev korresponderande ledamot av Örlogsmannasällskapet 1965 och ledamot av Vitterhetsakademien 1983. Hans skrifter rör främst arkeologi och Wasa.